# TAM Airlines
TAM Airlines (Portugisiska: TAM Linhas Aéreas,  tidigare Transporte Aéreo Marília) var Brasiliens nationella flygbolag. Det var södra halvklotets största flygbolag (i fråga om passagerare och flygningar). TAM hade sin bas i São Paulo och bedrev linjetrafik från São Paulo till destinationer i Brasilien, liksom internationella flygningar till Argentina, Chile, Bolivia, Uruguay, Paraguay, Peru, Venezuela, USA, Storbritannien, Frankrike, Spanien, Italien och Tyskland. I maj 2009 TAM var det ledande flygbolaget på den inhemska marknaden i fråga om marknadsandelar, med 49,2 procent, följt av Gol med 38,7 procents marknadsandel.
2016, efter att TAM gått ihop med det chilenska flygbolaget LAN, bytte man namn till LATAM.

## Flotta
| Flygplan           | Antal | Order | Passagerare (First/Business/Economy)         | Övrigt |
| ------------------ | ----- | ----- | -------------------------------------------- | ------ |
| Airbus A319        | 20    | 12    | 144 (0/0/144)                                |        |
| Airbus A320        | 83    | 32    | 156 (0/12/1441) 174 (0/0/174)                |        |
| Airbus A321        | 5     | 6     | 220 (0/0/220)                                |        |
| Airbus A330-200    | 16    | 4     | 213 (0/42/171) 212 (7/30/175) 223 (4/36/183) |        |
| Airbus A340-500    | 2     |       | 267 (0/42/225)                               |        |
| Airbus A350-800XWB | 0     | 12    |                                              |        |
| Airbus A350-900XWB | 0     | 10    |                                              |        |
| Boeing 767-300ER   | 3     | 0     | 205 (0/30/175)                               |        |
| Boeing 777-300ER   | 4     | 4     | 365 (7/35/305)                               |        |